# Macumotói gáztámadás
A macumotói gáztámadás az Aum Sinrikjó japán vallási szekta által elkövetett gyilkossági kísérlet (bizonyos értelemben pedig terrortámadás) a Csúbúban található Macumoto városkában, Nagano prefektúrában 1994. június 27-én. Az Aum kettős céllal követte el a támadást: egyrészt tesztelni akarta az általa előállított szaringázt, másrészt likvidálni akart három bírót, akik az egyik ellenük folyó ügyben jártak el. Korántsem mellékesen egy bosszúmotiváció is felsejlik az ügyben.
Az esetnek 8 halottja és több mint 500 sérültje volt. Az incidens közvetlen előzménye lett a tokiói gáztámadásnak.

## Előzmények
Az Aum szekta már az 1980-as évek vége óta használt különböző anyagokat (pl. drogokat) a híveik „edzésére” tartott gyakorlatokon vagy pedig agymosásra befolyásolás esetleg vallatás céljából. A szerek hatására tudtak rávenni tagokat a merényletek és más gyilkosságok elkövetésére is, akik aztán az esetek többségében nem emlékeztek arra, amit csináltak. A tényfeltárásban a rendőrségnek szüksége volt ezért többek között Tomabecsi Hideto professzor segítségére, aki hipnózissal idéztette fel a merénylőkkel emlékeiket.
A szekta tagjai 1989. novemberében meggyilkolták Szakamoto Cucumit és családját, mivel az ügyvédfoglalkozású férfi csődeljárást akart kezdeményezni a csoport ellen.
Az Aum 1993-tól fogott bele vegyifegyverek gyártásába. A munkálatokat Ausztráliában, egy birkatelepnek álcázott laborban végezték. Hogy a több millió amerikai dollárra rúgó költségeket fedezni tudja az Aum már évek óta folytatott üzleti tevékenységeket, sőt vagyonosabb tagjaitól csikart ki pénzadományokat. Több ilyen és ehhez hasonló ügye viszont a hatóságok figyelmét is felkeltette, s több esetben indultak nyomozások az Aum pénzügyi tevékenységének megismerésére.
Az Aum már nem először folyamodott a gyilkosság eszközéhez, hogy számukra veszélyes vagy nem kívánatos egyéneket el tegyen az útból. A csoportot vezetője, az önmagát messiásként definiáló Aszahara Sókónak ráadásul szálka volt a szemében egész Macumoto városa, ugyanis nemcsak az a három bíró élt ott, akik a csoport egyik ingatlanügyében zajló eljárást vezették. A lakosság korábban egy petícióval akadályozta meg a szektát, hogy Aum-irodát nyisson és gyárat létesítsen városukban. Az ívet a lakosság csaknem kétharmada (mintegy 140 ezer személy) írta alá, ezt pedig a túlzásokra amúgy is hajlamos Aszahara mindenképp meg akarta torolni.

## A merénylet
Az eredeti terv az volt, hogy aeroszol segítségével fecskendezik be a szarint a bíróság épületébe, de a merénylők későn érkeztek, mert az épület estére bezárt. Ennek megfelelően improvizáltak és azt a háromemeletes lakóházat vették célba, ahol a három bíró is élt. Este háromnegyed tizenegy előtt 5 perccel a tagok egy átalakított hűtőkamionból eresztették ki a szarint az épület közelében. A szarint a kocsi hűtőrendszeréből ventilátor segítségével szivárogtatták a levegőbe.
Fél tizenkettőkor kapta a helyi rendőrség az értesítést a kórházakból, hogy több embert gázmérgezés gyanújával hoztak be. A sérültek hányingerre, szemfájdalomra, elsötétülő látásra, miózisra, hasmenésre és végtagzsibbadásra panaszkodtak. Néhányan el tudták mondani, hogy azt követően lettek rosszul, miután egy furcsa, csípős és irritáló szagú ködfelhőt láttak.

## Az áldozatok
Első ízben legalább 274 embert vittek kórházba. Öt ember már az épületben tartózkodva meghalt, míg két ember közvetlenül a kórházba szállítás után hunyt el. Egy másik személy még legalább 14 évig kómában feküdt a szarintámadás következtében és csak 2008-ban halálozott el.
A támadás a környék élővilágában is jelentős kárt okozott a lakóháztól számított 150 méteres körzetben. Az egyik közeli tóban valamennyi hal elpusztult, továbbá a területen rengeteg kutya, madár és rovar hullott el. A fák és a pázsit is kiszáradt vagy elszíneződtek aleveleik. A vizsgálatok hamar kimutatták, hogy a szerencsétlenséget okozó anyag szarin volt.

## A nyomozás
Bár a rendőrség kapott egy fülest, hogy az incidens mögött az Aum áll, ennek ellenére mégsem a szektát, hanem egy helyi lakost, Kóno Josijukit kezdték gyanúsítani, akinek felesége, Szumikó is az áldozatok között volt (ő került hosszú időre kómába). Kóno lakásán nagy mennyiségű növényvédőszert tárolt, ám maga a szarin nem állítható elő ilyen anyagokból, bár az idegméreg belőlük szintetizálható. Végül semmilyen bizonyítékot nem találtak, ami Kóno bűnösségét támasztotta volna alá. A férfitól a médiában is nyilvános bocsánatot kértek a gyanúsítgatásokért, aki az eljárás ideje alatt még halálos fenyegetéseket is kapott, sőt Mérgesgázember-nek gúnyolták.
Miután a nyomozás hónapokig rossz szálon folyt az Aum zavartalanul készülhetett a következő akcióra. Csak a tokiói eset után hozta összefüggésbe a hatóság az Aumot a macumotói incidenssel. Aszaharát mind a két támadásért bűnösnek találta a bíróság és 2018-ban felakasztották.